# Ian Khama
Seretse Ian Khama (Chertsey, 27 februari 1953) is een Botswaans politicus, die tussen 2008 en 2018 president van Botswana was. Voordien was hij sinds 1998 vicepresident van het Afrikaanse land. Khama is lid van de Botswaanse Democratische Partij (BDP).
Ian Khama is de oudste zoon van Seretse Khama, die president was van Botswana tussen 1966 en 1980. Hij had een militaire loopbaan en was legercommandant toen president Festus Mogae hem uitkoos als vice-president. Het parlement ging daar niet voetstoots mee akkoord en Mogae moest dreigen met ontbinding om zijn zin te krijgen.
Na tien jaar vicepresident te zijn geweest, werd Khama op 1 april 2008 president van Botswana nadat president Mogae terugtrad. Hij won de algemene verkiezingen in 2009 en 2014. Op 1 april 2018,  na twee termijnen van vijf jaar, werd hij als president opgevolgd door zijn partijgenoot en vicepresident Mokgweetsi Masisi. Nadat Khama Masisi had beschuldigd van een autoritaire regeringsstijl, scheidde hij zich in 
2018 af van de BDP en vormde het 
Botswaanse Patriottische Front
(BPF).

In april 2022 werd Ian Khama gedagvaard door de justitie van zijn land. Het voormalig staatshoofd wordt onder meer beschuldigd van illegaal wapenbezit. De zaak dateert van 2016.